# 滑結樂團
滑結樂團（英語：Slipknot）是來自美國愛荷華州狄蒙的重金属乐队。乐队成立於1995年。經過早期的幾次成員變化，目前樂團的固定陣容為八名成員。創團貝斯手保罗·格雷（Paul Gray）於2010年逝世。2013年創團鼓手乔伊·乔迪森（Joey Jordison)被乐队开除。2014年加入新任貝斯手與鼓手。2019年，打擊樂手克里斯·费恩因金錢與法律糾紛而退團。2021年原鼓手乔伊·乔迪森（Joey Jordison)离世。2023年，第二任架子鼓手杰伊·温伯格（Jay Weinberg）与采样员克雷格·琼斯（Craig Jones）离队。至此乐队目前阵容与最初阵容已经大不同。
乐队的特色是醒目的驚悚面具、歇斯底里的唱腔、極具侵略性的音樂風格、以及瘋狂和混亂的現場演出。1999年在發行首張同名专辑後乐队迅速成名，登上美國告示牌潛力專輯榜第1名。2001年第二張專輯《愛荷華》，登上英國專輯排行榜第1名，乐队进一步名气大增。2004年發行第三張專輯《Vol. 3: (The Subliminal Verses)》，登上告示牌200大專輯榜位列第3名。他们2006年以《Before I Forget》獲第48屆葛萊美獎最佳金屬表演獎。2008年發行第四張專輯《All Hope Is Gone》登上告示牌200大專輯榜第1名後，间隔6年后的2014年才發行第五張專輯《灰五樂章》。他們被認為是美式重金屬新浪潮的龍頭樂團之一。间隔5年后的2019才再次發行第六張專輯《我非你类》，在2019年8月登上告示牌二百大專輯榜第一名。2022年发布了最新的专辑《至此剧终》，在告示牌200大專輯榜排名第二。

## 歷史

### 成立前的情況（1991 - 1995年）
乐队的歷史可追溯至1991年美國愛荷華州的首府狄蒙。当地的金屬圈中，最大的樂團是「Atomic Opera」，其吉他手為吉姆·鲁特（Jim Root）。鼓手乔伊·乔迪森成立了名為「Modifidious」的鞭擊金屬樂團，在一個名為"Runway"的俱樂部演奏。1991年12月1日，「Modifidious」為「Atomic Opera」擔任暖場團。之後他的吉他手離團，由克雷格·琼斯接任。1992年7月，肖恩·克兰汉（Shawn Crahan）剛成立了名為「Heads on the Wall」的放克金屬翻唱樂團。
乐队後來的主唱安德斯·科斯菲尼（Anders Colsefni）則在一支死亡金屬樂團「Vexx」擔任鼓手，團裡的貝斯手是保罗·格雷、吉他手則是乔希·布莱纳德（Josh Brainard）。後來科斯菲尼接任主唱，但「Vexx」從未出過唱片。當時的克兰汉經常在禮拜天去"Runway"和那邊其他的年輕樂手一起玩即興演奏。1993年3月，克兰汉與主唱科斯菲尼、貝斯手格雷和另一位樂手，在格雷家的地下室一起創作音樂，並有了組團的想法。他們討論過用「Pull My Finger」作为队名，但最終并未采纳。當時，他們錄製了兩首名為〈Slipknot〉和〈Painface〉的曲子。多年後科斯菲尼用來命名他的樂團「Painface」。
1993年，當地成立一支名為「Inveigh Catharsis」的新樂團，貝斯手是格雷、吉他手是布莱纳德、鼓手是科斯菲尼，而乔迪森偶爾會加入客串演奏。布莱纳德最後離開了「Inveigh Catharsis」、加入「Modifidious」。93年底和94年初他們完成了演示专辑。1994年，「Modifidious」有時會和克兰汉的「Heads on the Wall」同台演出。這時格雷成立了名為「Body Pit」的死亡金屬樂團，這團迅速在本地打响了名声。1995年初，「Modifidious」因興趣減退而解散。格雷邀請乔迪森加入「Body Pit」但未果。不久之後，格雷邀请本地时任吉他老師的米克·汤姆森（Mick Thomson）加入乐队。

### 創建初期（1995 - 1998年）
1995年9月，克兰汉和格雷一起成立了名為「Pale Ones」的新樂團，這是滑結樂團的前身。其成員都是當地金屬圈中的樂手，其中包括主唱科斯菲尼和吉他手多尼·斯蒂勒（Donnie Steele）。在他們展開新樂團不久，因為想實驗更多不一樣的鼓聲，格雷便邀請乔迪森加入，排練後他立刻就表示想加入，成為了主要鼓手。此外，主唱科斯菲尼也同時負責打擊樂器的位置。他們後來又邀請布莱纳德加入成為第二吉他手。此時「Pale Ones」已有六名成員。同年12月4日，樂團首次公開演出，但對外公佈的團名叫做「Meld」。
1995年底的一天，格雷和克兰汉到乔迪森上班的辛克來加油站见面，乔迪森提出用〈Slipknot〉的曲名作為樂團的新名字，这次见面对活结乐队是一个里程碑。12月，滑結樂團開始在當地的SR Audio錄製音源。因缺乏4萬美金的錄音預算，成員自籌了這筆費用。1996年2月，吉他手Steele以信仰基督教為由離團。在混音後製的階段，克雷格·琼斯被聘為替補吉他手。然而，在錄音室做出的音源卻無法在現場演出時弄出一樣的聲音。隨後琼斯去負責操作採樣器，米克·汤姆森也加入乐队擔任吉他手。
1996年10月31日，他們終於完成複雜的混音與母帶工程，製作了首張試聽帶《交配、喂养、杀戮、循环》。1997年夏天，布拉斯卡州一家名叫Ismist的小型唱片公司發行了这张专辑。滑結樂團的作品在當地電台有少量的曝光，但並未吸引任何唱片公司的興趣，樂團便回到地下室繼續錄新的音乐。這時樂團希望能在人聲上更加旋律化，於是公開招募主唱，前來應徵的是石酸乐队的主唱科里·泰勒（Corey Taylor）。他加入後擔任主唱，并暂时放棄了「石酸乐队」，而原主唱科斯菲尼則改為負責打擊樂器與和聲。樂團一邊錄音、一邊在當地進行演出。1997年9月，在其中一次演出時，舞台上的科斯菲尼宣布退團。打擊樂器的位置後來由格雷格·韦尔茨（Greg Welts）遞補。
1998年初，為吸引唱片公司的注意，樂團又錄製了有五條音軌的試聽帶《Slipknot》，這才開始受到多間唱片公司的關注。1998年2月，音樂製作人罗斯·罗宾逊（Ross Robinson）來到狄蒙為他們排練、製作首張專輯。不久之後，前來應徵DJ位置的希德·威尔森（Sid Wilson），引起樂團極大的興趣。自此，以克兰汉為首的這支樂團，最終形成多達九人的固定陣容，他們分別以0到8的九個數字來代表每名成員。他们成立之初就以面具作為最重要的表演工具，乐队成员在那段时间内从不以真面目示人。1998年6月底，得到一家較大的公司Roadrunner唱片欣賞。7月16日，韦尔茨被樂團開除，原因並未公開。7月18日，滑結樂團和Roadrunner唱片公司正式签订50萬美金、七張專輯的合約。之後由Brandon Darner遞補打擊樂器手。

### 首張同名專輯及突破（1998 - 2000年）
1998年9月，在樂團前往加州馬里布市錄製首張專輯前，克里斯·费恩（Chris Fehn）取代了Darner成為打擊樂器手。在聖誕節期間，樂團回到家鄉狄蒙錄製一部分音源，吉他手布莱纳德決定離團。布莱纳德說：「我不太滿意樂團的一些決策」。滑結樂團隨後招募了吉姆·鲁特成為正式吉他手，並回到馬里布市繼續專輯錄製。1999年初，錄製工作結束。6月29日發行了第一張正式的專輯《Slipknot》。年中，樂團不停的巡演，並首度參加Ozzy Osbourne創建的Ozzfest音樂節。有多位成員在表演時發洩過度而受傷，克兰汉的頭部甚至需要縫針，不過換來了更廣泛的人氣。暴力、甚至有些血腥的演出，透過電視轉播而征服了眾多金屬迷，極大提高了乐队的知名度。在Ozzfest演出後，樂團擁有了自己的固定歌迷群。他們的單曲〈Wait and Bleed〉和〈Spit It Out〉馬上受到歡迎。樂團透過巡演和口碑迅速獲得人氣，1999年至2000年為宣傳出道專輯，乐队到許多國家進行了巡迴演出。專輯登上告示牌200大專輯榜前50名，並且在全美範圍內突破一百萬張銷量，最終獲得美國唱片業協會頒發2×白金唱片認證，這在Roadrunner唱片公司的歷史上還是第一次。

### 專輯《愛荷華》、第一次停滞（2001 - 2003年）
2001年，滑結樂團已經成為美國最受關注的重金屬樂團之一。年初，樂團在洛杉磯的Sound City和Sound Image studios開始錄製第二張專輯。由於大量的巡演和錄音計劃，成員之間產生了衝突。2001年2月，結束錄製工作。5月起，樂團展開了愛荷華世界巡迴演唱會。8月28日，發行第二張專輯《愛荷華》，雖然面臨眾多專輯的競爭，但仍登上告示牌200大專輯榜第3名以及英國專輯排行榜第1名，全美銷量超過88萬張。該專輯製作了三首單曲〈The Heretic Anthem〉、〈Left Behind〉與〈My Plague〉，成為電影《惡靈古堡》的主題曲。2002年，樂團在電影《極速風暴》中客串演出，並演唱了一曲〈I Am Hated〉。經由這次的專輯發行和宣傳，樂團在幾個國家大型演出的門票都熱銷完售。
2002年中，樂團在巡演結束之後成立了自己的Maggot Recordings唱片公司，並簽下一支名為「Downthesun」的樂團，主唱是克兰汉的調鼓師。經歷了瘋狂的巡迴演出後，樂團因內部衝突開始走向分裂。幾位成員開始各自分頭活動，樂團也面臨第一次停滞。主唱泰勒和吉他手鲁特重組了「石酸乐队」、鼓手乔迪森成立「Murderdolls」、打擊樂手克兰汉成立「To My Surprise」、米克·汤姆森開始個人音樂發展、DJ Wilson更名為DJ Starscream開始個人發展、鼓手乔迪森則加入「the Rejects」。滑結樂團的分裂不斷加劇中，有一段時間像是活動休止般，無法確定他們何時才會重聚。關於是否會有第三張專輯、是否將會永久解散都成為各界猜測的話題。
2002年底，主唱泰勒在樂團官網上發表聲明，他表示成員間已經幾個月沒講話了，樂團寧願解散也不要成為下一個「Gwar」。這篇聲明引起「Gwar」的主唱Oderous Urungus與泰勒在網路上互相叫罵，不過這篇聲明也重新凝聚滑結樂團的成員。2003年初，官網上泰勒的聲明被刪除，取而代之的是樂團宣布成員重聚，並且著手開始新專輯的錄製工作。

### 專輯《Vol 3. The Subliminal Verses》、第二次停滞（2003 - 2007年）

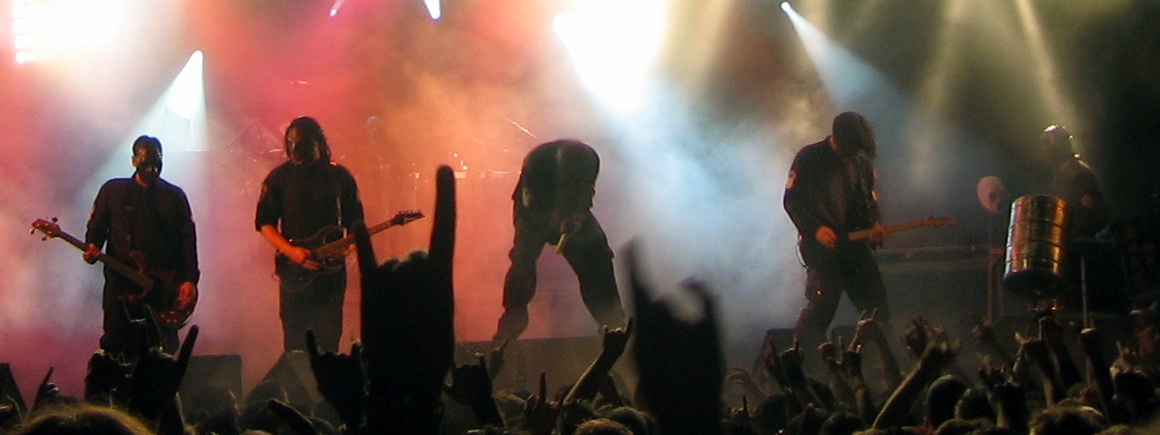
2005年的滑結樂團

幾經耽擱，2003年中，滑結樂團搬進洛杉磯的The Mansion錄音室、與大牌製作人瑞克·魯賓展開睽違三年的新專輯錄製。2004年初，錄製工作結束後，再次展開The Subliminal Verses世界巡迴、Jägermeister音樂巡迴與Ozzfest音樂節的演出，並配戴新設計的第三代面具。2004年5月25日，發行第三張專輯《第3輯：窺探潛意識》，登上告示牌200大專輯榜第2名。這張專輯製作了6支單曲：〈Duality〉、〈Vermilion〉、〈Vermilion, Pt. 2〉、〈Before I Forget〉、〈The Nameless〉以及〈The Blister Exists〉。巡演期間，樂團也錄製了第一張現場專輯《9.0: Live》，在2005年11月1日發行，它登上告示牌200大專輯榜第17名。
2005年，幾名成員參與了唱片公司的25週年合輯《Roadrunner United》。2006年，樂團贏得第一座葛萊美獎：以〈Before I Forget〉獲第48屆最佳金屬樂演奏獎。2006年12月5日，發行第三張影像作品《Voliminal: Inside the Nine》。之後，樂團進入第二次停滞期，每個成員都放了長假：主唱泰勒和吉他手鲁特回到「石酸乐队」、鼓手乔迪森參與「3 Inches of Blood」的專輯製作、打擊樂手克兰汉成立「Dirty Little Rabbits」，DJ Wilson又回到DJ Starscream的個人名義活動。

### 專輯《All Hope Is Gone》、第三次停滞、創團貝斯手驟逝（2008 - 2010年）

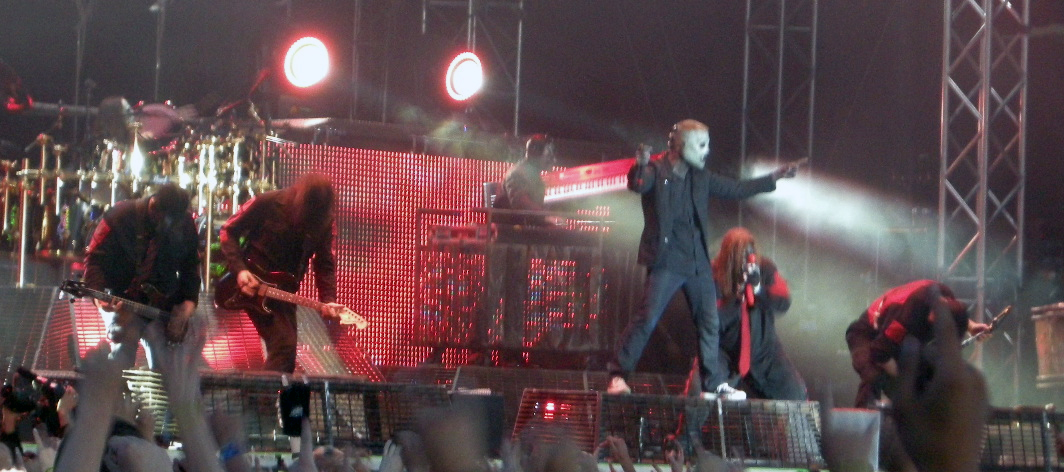
2009年的滑結樂團

2007年底，樂團成員在Sound Farm錄音室集結，與製作人Dave Fortman合作，展開新專輯錄製。2008年1月結束錄音，預計2月發行，但樂團聽了混音後不滿意，於是又回到錄音室重做，直到6月才完工。7月9日，展開絕望深淵世界巡迴演唱會。8月20日，發行第四張專輯《絕望深淵》，首次登上告示牌200大專輯榜第1名。與上張專輯偏重鞭擊金屬的風格不同，這次出現大量吉他獨奏、木吉他，以及旋律優美的演唱。對於死忠的資深樂迷來說，《絕望深淵》或許已經沒有他們所期待的東西，如今的滑結樂團似乎正在向泰勒的分支樂團「石酸乐队」方向發展。這張專輯製作了5支單曲：〈All Hope Is Gone〉、〈Psychosocial〉、〈Dead Memories〉、〈Sulfur〉以及〈Snuff〉。
2009年9月9日，為紀念樂團出道十週年，發行《Slipknot》的特別版。2008年一直到2009年10月31日，樂團都在進行新專輯的巡迴演出。之後，進入第三次的停滞期。成員再度分頭活動，主唱泰勒與吉他手鲁特回到「石酸乐队」並成立「Junk Beer Kidnap Band」、打擊樂手克兰汉繼續「Dirty Little Rabbits」的活動、鼓手乔迪森回到「Murderdolls」並成為Rob Zombie新的正式鼓手、打擊樂手费恩加入金屬核樂團「Will Haven」，DJ Wilson則成立了新團「Sid」。
2010年，格雷計畫加入超級樂團「Hail!」並一起巡演。然而，5月24日早上，警方在愛荷華州的旅館裡發現格雷的屍體，當時死因並未明朗，驗屍後懷疑他的死並非自殺，但官方沒有透露原因。他去世後的第二天，樂團其餘八名成員取消了公演，全體陪同格雷的遺孀和弟弟舉行記者會。6月21日，調查報告確認保罗·格雷是死於注射過量的嗎啡和吩坦尼。
格雷逝世後，成員對滑結樂團的未來猶豫不決，他們在各自的採訪中看法不一。鼓手乔迪森向「The Pulse Of Radio」透露已經在醞釀滑結樂團的新專輯。主唱泰勒向「FMQB」表示，他非常掙扎還要不要繼續滑結樂團的活動。9月28日，樂團發行第四個影像作品《(sic)nesses》，它在告示牌榜單、英國影片排行榜、澳洲唱片榜及芬蘭官方排行榜都登上第1名。這支影片完整收錄了2009年樂團在Download音樂節的演出、45分鐘的巡演幕後紀錄片，以及四個音樂錄影帶，並悼念逝去的保罗·格雷。

### 重返舞台，精選輯《終極地獄》、創建Knotfest（2010 - 2012年）

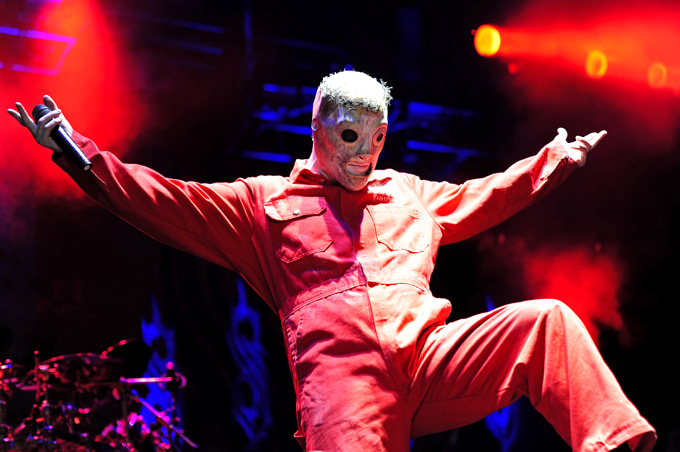
2012年的科里·泰勒

關於樂團的未來，主唱泰勒告訴《新音樂快遞》，格雷期望他們能續繼維持下去，但他心中仍存有矛盾。2011年，樂團重返舞台，在歐洲進行少量的演出。他們參加了Sonisphere Festival與Rock in Rio，和Iron Maiden、Metallica同台演出。已離開多年的創團成员多尼·斯蒂勒，回到樂團中支援貝斯的現場演奏，他站的位置隱藏在鼓手乔迪森後面，观众很难看清他。
滑結樂團表示，樂團將完成並發行第五張錄音室專輯，而且還不打算找人遞補格雷的位置。鼓手乔迪森表示，這張專輯已經開始創作，他寫了17首歌曲。之後，樂團參加了Mayhem音樂節2012的演出。
2012年5月29日，Roadrunner唱片公司在其官方網站上發布精選輯《終極地獄》的預告片。當天稍晚，主唱泰勒在Twitter上說：「樂團尚未展開正式錄製，但已做出試聽帶了」。
2012年中，滑結樂團創建了名為「Knotfest」的金屬音樂節，8月17日在愛荷華州的康瑟爾崖舉辦，8月18日在威斯康辛州的小鎮薩默塞特舉辦，Deftones、Lamb of God、Cannibal Corpse與Machine Head等樂團都參與了演出活動。同時場內還展示了滑結樂團博物館。2013年6月14日，樂團二度參加Download音樂節，演出時聚集約9萬人，並有兩次舞台前方的護欄被爆滿的觀眾擠壞、因維修而暫停演出。

### 創團鼓手離團、專輯《灰五樂章》及新成員加入（2013 - 2016年）

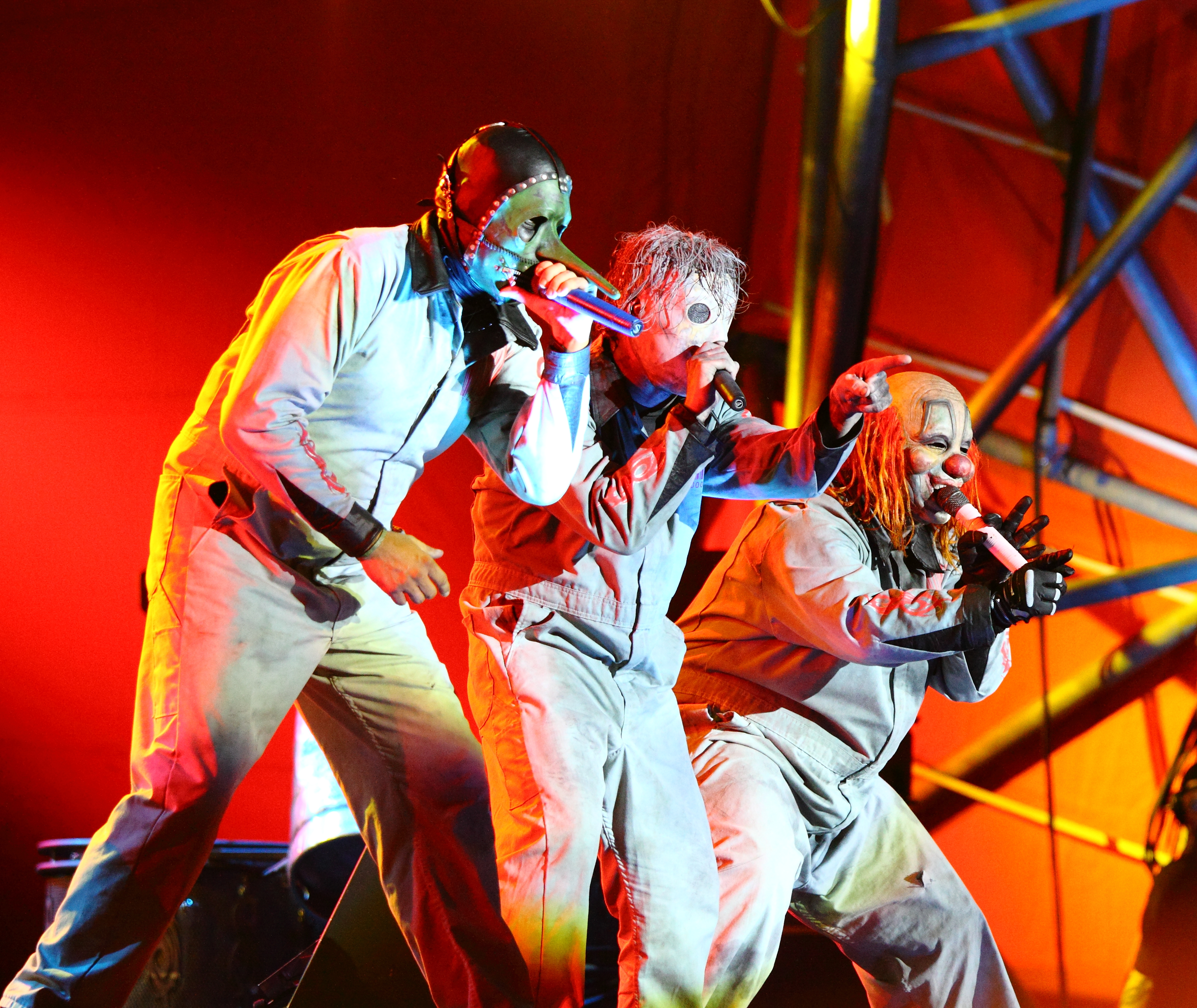
2013年的滑結樂團

2013年底，樂團開始著手錄製新專輯，泰勒描述它將會是「非常黑暗的」一張專輯，風格介於《愛荷華》與《第3輯：窺探潛意識》。吉他手鲁特為專心創作滑結樂團的音樂，離開了「石酸乐队」。
2013年12月12日，樂團官網公布已待了18年的創團鼓手乔伊·乔迪森離開的消息，理由是個人原因。在乔迪森的個人Facebook專頁上，他表示「我想的非常清楚，我沒有放棄滑結樂團。這支樂團在過去18年裡一直是我的人生，我永遠不會拋棄它，包括我的樂迷」。主唱泰勒透露，新專輯中沒有乔迪森的鼓聲與創作，因為他離團前沒有參與任何詞曲創作的會議。直到2016年6月，乔迪森才透露當時已罹患橫斷性脊髓炎，雙腿感覺是被切斷的。
2014年7月，滑結樂團在樂團官網和社交媒體上，開始用神秘訊息和血腥圖片透露關於新專輯的消息。8月1日，作為給樂迷的禮物，在新專輯完成前、發表了睽違6年的第一首新曲〈The Negative One〉。8月5日，該曲的音樂錄影帶在樂團的YouTube頻道上傳，影片中成員都沒有入鏡。8月24日，在電台和音樂頻道上發表了新曲〈The Devil in I〉，並預告了新專輯的命名和發行日期。
10月17日，發行第五張專輯《灰五樂章》，再度登上告示牌200大專輯榜第1名，在瑞士、加拿大、澳洲及日本的排行榜也登上第1名。10月25日，樂團展開新專輯的北美巡迴「Prepare for Hell Tour」，並二度舉辦Knotfest音樂節。2015年初，參加澳洲的Soundwave音樂節。貝斯與鼓的空缺則另外找了兩位神秘樂手客串，克兰汉設計了新款面具讓他們戴上。9月12日，乐队發表了〈The Devil in I〉的音樂錄影帶，除了泰勒戴著新面具，其他成員都戴著舊版面具，樂迷紛紛猜測鼓手與貝斯手的身分，但樂團始終沒有證實他們是誰。
因被拍到手上獨特的刺青，據樂迷稱那位貝斯手就是某位知名音樂人。泰勒後來說，保密貝斯手的身分是避免打亂計畫，他覺得自己很蠢 :「我當時想... 為什麼不給他戴個手套呢? 我給他蓋上頭巾、戴上面具，就是想要把他的刺青都蓋住。但是我忘記他的手也有刺青了」。鲁特也告訴《Guitar World》不會公布鼓手的身份，而且貝斯手和鼓手都不是樂團的正式成員，「說不定新人巡迴一年之後，就會發現我們的確是群瘋子而不願再合作，或者是我們就直接開除新鼓手。更何況滑結樂團這群人都是男人中的男人，我們隨時都有可能發生衝突」。12月3日，被滑結樂團解雇的鼓技師Norm Costa在網路上張貼偷拍照，他洩漏了巡演成員名單，上面寫著新成員亚历山德罗·文图雷拉（Alessandro Venturella）和杰伊·温伯格（Jay Weinberg）的名字。
2015年3月11日，吉他手在家中和家人酒醉打架、後腦勺被刺傷送醫，傷勢嚴重，但沒有生命危險。8月2日，在康乃狄克州的一場演出中，新任貝斯手Venturella因嚴重脫水緊急送醫，20分鐘後，滑結樂團還是繼續演出。對此泰勒表示：「因為他還不是滑結樂團的一員」。8月8日，Venturella康復回到舞台演出。

### 第四次停滞、新單曲及第六張錄音室專輯《我非你类》 (2017 - 2020年)
2017年，樂團主唱科里·泰勒忙於另一樂團石酸的工作，其他團員則繼續創作新歌曲。
2018年8月28日，主唱科里·泰勒表示新專輯目前處於錄製DEMO階段，而新專輯將比第二張專輯"Iowa"還要重，他們希望能在2019年出，將剛好是樂團第一張專輯發佈的20周年。
10月31日，新單曲"All Out Life"發佈，科里·泰勒表示「新專輯正在進行中，它將會是滑結樂團歷史上最黑暗的章節，新專輯有很重的旋律，很兇也表達憤怒卻相當真實，這真是太棒了，而且現在正在討論人們生活中需要做的很多事情。希望能在2019年出，將剛好是樂團第一張專輯發佈的20周年。」
科里·泰勒在2018年10月透露，乐队会从2019年开始录音，计划在同年发布第六张专辑，并展开世界巡演。在2018年10月31日，乐队发布了单曲《All Out Life》并发布了MV。2019年3月4日，乐队宣布下一张专辑的发行日期为2019年8月9日，并宣布他们将与Gojira、Volbeat和Behemoth乐队一起在Knotfest Roadshow巡演来支持这张专辑。在3月7日，活结乐队确认作为金属乐队的澳大利亚和新西兰巡演的开场嘉宾。
2019年3月14日，鼓手克里斯·费恩以乐队未及时支付的报酬为由对乐队提起诉讼。费恩明确指控科里·泰勒和肖恩·克兰汉创立了几个位于不同的州与乐队有关的业务实体来收集乐队的资金。费恩要求对乐队所有的公司和资产进行全面审计，以便收回他可能欠下的任何利润和损失。在同一天，泰勒通过推特回应：“今天你会看到很多胡说八道的东西。我就说这一句。等真相大白。永远活着，Knot。” 2019年3月18日，乐队在官方网站正式宣布费恩已经离队，声明中称：“活结乐队的重点是制作第六张专辑和准备全球巡演，这将是我们有史以来最好的演出。Chris知道他为什么不再是活结的一部分。我们对他选择指责和捏造指控试图继续留在乐队感到失望。我们宁愿他不走这条路，但事情演变是生活的必要部分。永远活着，Knot。”然而，几天后，该消息从网站上被删除，当时根据费恩的律师说法，打击乐器手仍受雇于活结乐队。到2019年5月，费恩与乐队的雇佣状况发生了变化，因为在乐队发布新面具的Instagram帖子中找不到他的名字。他被一位身份未透露的打击乐器手取代，乐迷们称之为“Tortilla Man”。Loudwire报道称，乐迷们猜想他就是克兰汉第二乐队Dirty Little Rabbits的前成员Michael Pfaff。在两年后活结乐队在2022年3月16日最终正式确认了Pfaff的身份。
2019年5月13日，乐队在参加《吉米·坎摩爾》演出之前预告将于5月16日发布新专辑《我非你类》（We Are Not Your Kind），并发布了新面具的照片。同时公布了专辑的曲目列表和《Unsainted》的音乐视频。音乐视频乐队九名成员的新面具和队服首次亮相，其中包括一位身份尚未明确的新打击乐手。7月22日，他们发布了专辑的第二支单曲，名为《Solway Firth》。这支单曲伴随着一支音乐视频，其中包含了他们2019年演出的现场片段，以及《The Boys》的片段和音频。8月5日，《Birth of the Cruel》作为专辑的第三支单曲随带MV发布。8月9日，在发布了《Birth of the Cruel》四天后，他们推出了第六张专辑《我非你类》。
2019年8月，克兰汉宣布乐队会发布一张试验性专辑，其中包括来自2008年专辑《All Hope Is Gone》删剪歌曲，专辑名为《Look Outside Your Window》。这张专辑是包含11首曲目，由4名成员（克兰汉、泰勒、鲁特和Wilson）在离其他成员较远的不同工作室录制。泰勒形容这张专辑为有“Radiohead的氛围”，克兰汉在2018年表示“这不是一张滑結樂團专辑”。乐队还发布了一部由克兰汉执导的长达20分钟的试验性短片，名为《Pollution》。影片的其中一个片段是歌曲《Nero Forte》的音乐视频，该歌曲于2019年12月16日作为专辑的第四和最后一支单曲发布。

### 第七张专辑《至此剧终》、乔伊·乔迪森去世、取样员和鼓手的离队（2021年至今）
2021年5月19日，肖恩·克兰汉透露乐队目前正在制作“神一样的音乐”。在Loudwire于2021年6月9日发布的一篇文章中，肖恩·克兰汉透露新的滑結樂團专辑有望在2021年发布。他还补充说，乐队将在专辑发布后与Roadrunner Records分道扬镳。
2021年7月26日，乐队的前鼓手喬依·喬迪森在睡梦中辞世，享年46岁。
2021年11月，乐队开始在新域名thechapeltownrag.com上发布新专辑的预告。网站上有一首新歌的几个片段，让乐迷猜测乐队是否会发行新单曲《The Chapeltown Rag》并在Knotfest Roadshow上进行的现场首演。最终乐队在11月4日发布新单。2021年12月，泰勒透露乐队计划于2022年1月混音他们的第七张录音室专辑，并希望在2022年4月发布。他还表示，他更喜欢即将发布的第七张录音室专辑，而不是上一张专辑《我非你类》。
2022年7月19日，乐队宣布了他们的第七张专辑标题为《至此剧终》（The End, So Far），并发布了专辑的第二支单曲《The Dying Song (Time to Sing)》。2022年8月5日，专辑的第三支单曲《Yen》发布。专辑于2022年9月30日发行，这是活结乐队与唱片公司Roadrunner的最后一张专辑。与该唱片公司的合同于2023年4月1日到期。乐队在该唱片公司旗下的最后一支单曲《Bone Church》于2023年2月2日突然发布。
2023年6月7日，乐队宣布与自1996年以来一直担任采样器和键盘手的克雷格·"133"·琼斯分道扬镳。有关琼斯离开的帖子随后在一小时内被删除。同一天，乐队在奥地利的Nova Rock音乐节上演出，疑似一位新成员取代了琼斯。关于新成员是谁存在一些猜测，主要候选人包括Zac Baird、Nathan Church或琼斯本人戴着新面具。在11月5日，乐队宣布与杰伊·温伯格分道扬镳。与琼斯一样，关于Jay离开的社交媒体帖子随后被删除。
2023年12月9日，乐队宣布了他们即将开始25周年巡演。

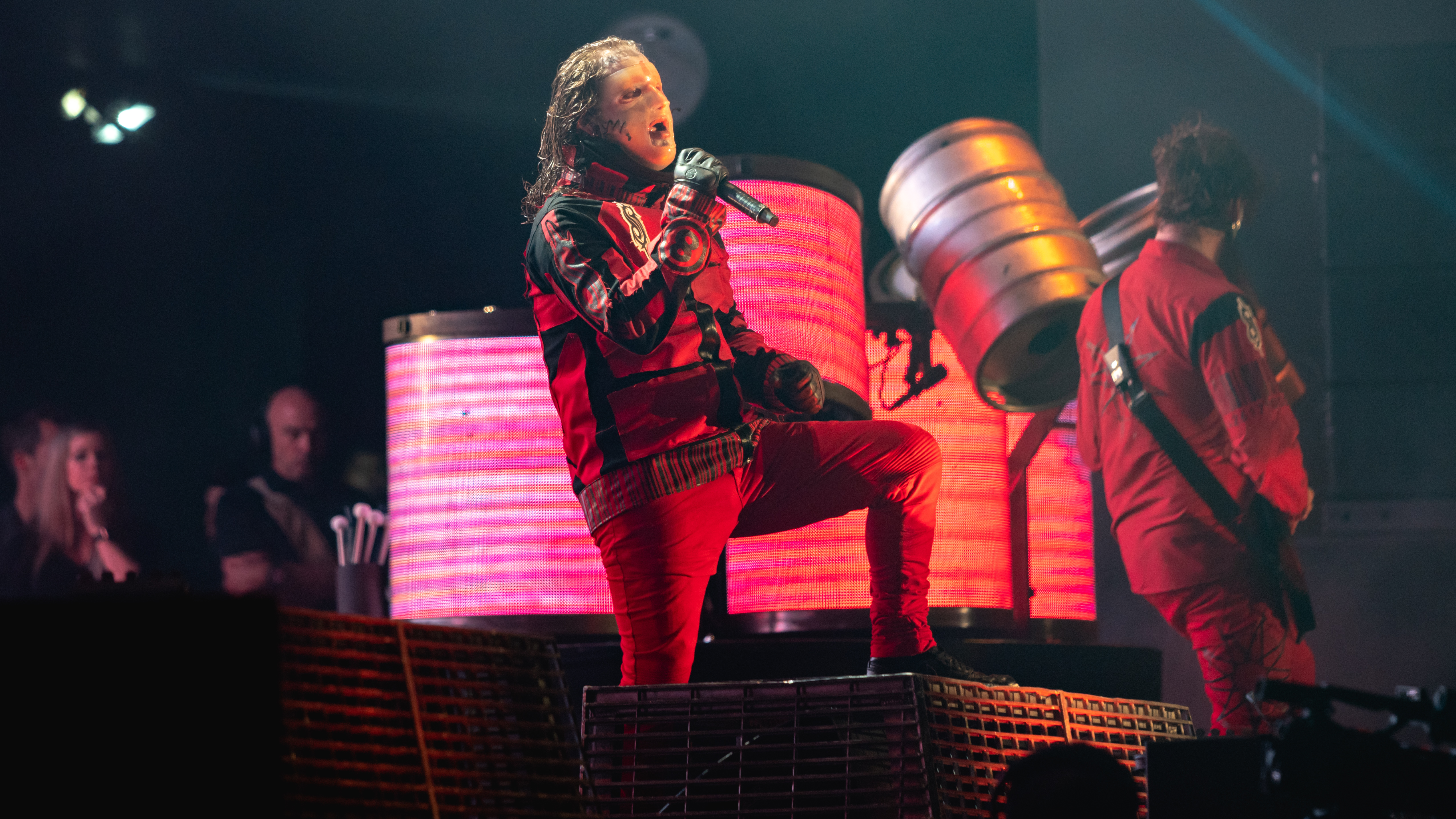
2019年活结乐队在秘鲁的演出。

## 特色

### 音樂風格和主題
滑結樂團的音樂受到許多硬搖滾和重金屬樂團的影響，如：接吻樂團、炭疽熱樂團、黑色安息日、鐵娘子、Faith No More、Helmet、Mr. Bungle、Tool、超級殺手、Fear Factory、Skinny Puppy、Neurosis、猶大祭司、齊柏林飛船、金屬製品和野獸男孩。媒體普遍將他們視為「美式重金屬新浪潮」的先驅之一。其成就經常被拿來與豹 (乐队)、Machine Head、Hatebreed、Life of Agony與Prong比較。
他們有時會被歸類為新金屬，樂團成員更樂於與其他新金屬樂團撇清關係，他們表示滑結樂團和新金屬崛起只是時間上的巧合罷了。滑結樂團的聲音相當凶狠彪悍，當中通常有降音的吉他定弦、多重的打擊樂器聲、詭異的音效採樣和DJ刮盤聲。採用多種聲音風格，人聲的典型特徵包括嘶吼唱腔、高聲咆哮，以及偶爾出現的旋律清腔。樂團從成立開始便不斷在音樂上做實驗：最顯著的改變是第三張專輯中加入木吉他和旋律人聲。
他們的歌詞主題一般是具有侵略性的，包括褻瀆、社會批判、黑暗、虛無主義、憤怒、不滿、愛、厭世和精神病，也探討關於音樂產業、政治、紛爭和反思等主題。美國音樂資料庫Allmusic的Rick Anderson表示：「這些歌詞顯然不適合闔家觀賞」。樂團的曲風含有蠱戮金屬、死亡金屬、工業金屬、鞭擊金屬和驚悚搖滾的元素，有時也被歸類為另類金屬。

### 現場表演
滑結樂團以充滿暴戾、失控、瘋狂、怪異和混亂的現場演出聞名，這種原始而野性的風格也幫助樂團建立了人氣、迅速走向商業成功。在演出中，大部分成員都會激烈甩頭、破壞物品、往台下人群跳水或直接打起架來。樂團早期的演出有許多極端行為，例如從2樓高的舞台跳下、成員間互相往身上點火。近年來已減少這類激烈動作，已故貝斯手格雷生前曾表示，這是由於收到太多投訴，一來避免傷害他人，二來也能為這個"過動"的樂團延長壽命。除了充滿暴力和出乎預料的表演，他們也經常精心設計舞台效果，例如煙火、高架舞台、升降旋轉鼓座、液壓鼓式立管、輪式切割機和液晶螢幕。搖滾雜誌《Kerrang!》編輯Alistair Lawrence表示，滑結樂團的現場是「一場精心編排的全面失控」。雜誌《新音樂快遞》則簡短評論「亂成一團」。

### 形象

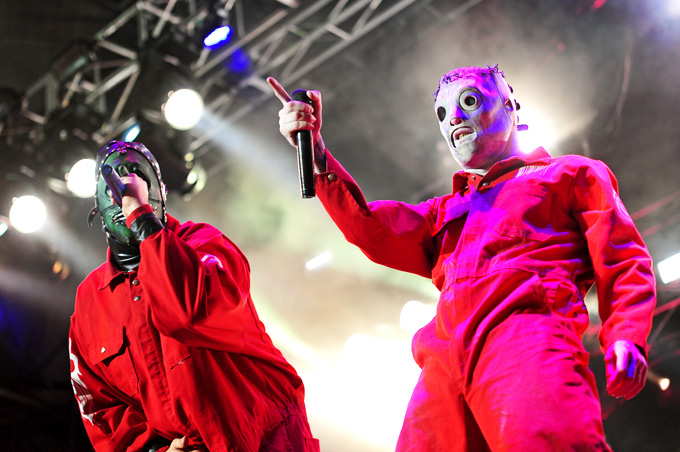
面具及連身服是滑結樂團的招牌形象

滑結樂團有著引人注目的招牌形象：設計精細、有著「德州電鋸殺人狂」風格的恐怖面具，類似囚衣的連身工作服、上面有成員各自的編號（0號到8號）及條碼。不過編碼的特色在保罗·格雷逝世後已減少了。
樂團曾表示，戴面具的想法來自肖恩·克兰汉在排練時戴的小丑面具。1997年底，樂團決定每個成員都穿戴獨特的面具和連身工作服。主唱泰勒後來針對他們的面具表示：「面具代表心中那個被噤聲的自我。就像是內心最想說的話、最想做的事情，它沒有辦法暢所欲言、隨心所欲。面具只是一種我們表現自己、與音樂親密的方式，沒那麼複雜」。成員的編號、穿囚衣式連身工作服的概念，則是對音樂產業商業化的回應，泰勒表示：「原本我們只是想穿看看囚服...我們突然覺得，不如進一步把自己編個號碼，意思是告訴大家"嘿，我們是一個產品！"」。
樂團每個成員都有獨一無二的面具，他們也會在下一張新專輯發行時就更換面具的樣貌、更新連身服。面具的外觀和風格通常不會改變太多，成員會各別確立自己的面具主題，每次增加一些新元素上去。乔迪森表示：「面具的改變，表示每個人的成長」。早期的面具是樂團自製，2000年後，已委由特效藝術家Screaming Mad George訂製。
樂團的形象一直飽受批評和爭議，批評人士通常指責他們是一個商業噱頭。樂團成員反對這些說法，他們表示面具可以讓聽眾的注意力聚集在音樂上，而不是在他們本人身上。主唱泰勒曾在演出中指著台下兩個崇拜者破口大罵「不要注意我們的外表！不要模仿我們，白痴！」。幾位成員也紛紛表示，戴面具幫他們保持了個人生活隱私。打擊樂手费恩表示「面具是一種祝福，它意味著我們不需要社會公眾的認可」。2012年，樂團在iOS和Android平台上發表了「滑結樂團: Wear the Mask」應用程式，邀請樂迷製作自己的面具，並分類自己是哪一類型的樂迷。

## 演出受傷紀錄
| （＃0）Sid Wilson - 在台上引火自焚，腿部三級燒傷 - 從舞台跳下、摔落在保全欄杆上，兩根肋骨骨折 - 在台上和成員鬥毆，被割傷和打傷 - 從兩層樓的高台上跳進人群中，扭傷腳踝 （＃1）Joey Jordison - 把鼓組扛在身上，小腿肌肉撕裂傷 - 殴打台上物品，指節斷裂 - 被成員扔出的鋼管擊中，頭部縫針並腦震蕩 （＃2）Paul Gray - 被台上物品割傷 - 被現場歌迷扔的玻璃瓶打傷 （＃3）Chris Fehn - 被台上物品割傷，小腿發炎 - 因長期在台上甩頭，致使脊椎嚴重變形 （＃4）James Root - 被台上物品割傷 | （＃5）Craig "133" Jones - 被鼓組碾過，大拇指骨折 - 在台上甩頭過度，致使頸部扭傷 （＃6）Shawn "Clown" Crahan - 在台上和成員鬥毆，很多不同的擦傷、扭傷 - 在台上和成員鬥毆，嚴重椎骨脫落 - 在台上和成員鬥毆，肋骨骨折 - 在台上和成員鬥毆，指節骨折 - 自己撞向鼓組，腦震蕩 - 自己撞向鼓組，頭部撕裂傷，縫39針 - 自己撞向鼓組，肩膀移位 - 自己撞向鼓組，鎖骨分裂 - 自己撞向鼓組，大量身體軟組織損傷 - 表演後空翻失敗，骨盆受傷 （＃7）Mick Thomson - 因長期在台上甩頭，致使嚴重背部損傷 （＃8）Corey Taylor - 在台上引火自焚，腿部燒傷 - 在台上和成員鬥毆，很多不同的割傷和擦傷 - 在台上摔倒，腳踝扭傷 - 扯下自己的頭髮，頭蓋骨感染發炎 - 在台上甩頭過度，頸椎骨折，已動手術 |

## 成員

### 現任成員
- （＃0）Sid Wilson – 合成、DJ（1998 - 現在）
- （＃4）Jim Root – 電吉他（1999 - 現在）
- （＃6）Shawn "Clown" Crahan – 打擊樂器、和聲（1995 - 現在）（創團初期短暫當過鼓手）
- （＃7）Mick Thomson – 電吉他（1996 - 現在）
- （＃8）科里·泰勒 – 主唱（1997 - 現在）
- Alessandro Venturella – 貝斯（2014 - 現在)

### 離任成員
- Anders 科斯菲尼 – 主唱、打擊樂器（1995 - 1997）；採樣器、編程（1996）；打擊樂器、和聲（1997年）
- Josh 布莱纳德 – 電吉他、和聲（1995 - 1999）
- Greg Welts – 打擊樂器（1997 - 1998）
- Brandon Darner – 打擊樂器（1998）
- （＃1）乔伊·乔迪森 – 爵士鼓（1995 - 2013）（已故）
- （＃2）Paul Gray（英语：Paul Gray (American musician)） – 貝斯、和聲（1995 - 2010）（已故）
- （＃3）Chris Fehn – 節奏小鼓、打擊樂器、和聲（1998 - 2019）
- （＃5）Craig "133" Jones（英语：Craig Jones (musician)） – 採樣器、鍵盤（1996 - 2023）（剛加入短暫當過吉他手）
- Jay Weinberg – 爵士鼓（2014 - 2023）
- Donnie Steele – 吉他（1995 - 1996）；貝斯（2011 - 2014）

## 作品列表

### 錄音室專輯
- 1999 – 滑結樂團同名專輯（英语：Slipknot (album)）
- 2001 – 愛荷華 (專輯)（英语：Iowa (album)）
- 2004 – 第3輯：窺探潛意識（英语：Vol. 3: (The Subliminal Verses)）
- 2008 – 絕望深淵（英语：All Hope Is Gone）
- 2014 – 灰五樂章（英语：.5: The Gray Chapter）
- 2019 - 我們不是你的善良（英语：.we are not your kind）
- 2022 - 到此結束（英语：.The End, So Far）

### 迷你專輯
- 2023 – 阿得拉

### 現場專輯
- 2005 – 9.0: Live（英语：9.0: Live）
- 2017 – day of the gusano Live（英语：day of the gusano）

### 精選輯
- 2012 – 終極地獄（英语：Antennas to Hell）

### Demo
- 1996 – 交配、喂养、杀戮、循环
- 1998 – Slipknot

## 獎項

### 美國唱片業協會認證
統計數據來自RIAA認證的線上數據庫

| 錄音室專輯 - Slipknot – 2×白金唱片（2001年2月） - 愛荷華 – 白金唱片（2002年10月） - 第3輯：窺探潛意識 – 白金唱片（2005年2月） - 絕望深淵 – 白金唱片（2010年8月） 現場專輯 - 9.0: Live – 金唱片（2005年12月） | 影像作品 - 同黨萬歲 – 白金唱片（2000年2月） - Disasterpieces – 4×白金唱片（2005年11月） - Voliminal: Inside the Nine – 白金唱片（2007年2月） - (sic)nesses – 白金唱片（2010年11月） |

### 葛萊美獎與提名
滑結樂團獲葛萊美獎提名10次並獲獎1次。
- 〈Wait and Bleed（英语：Wait and Bleed）〉 – 最佳金屬樂演奏（英语：Grammy Award for Best Metal Performance），2001年（提名）[178]
- 〈Left Behind〉 – 最佳金屬樂演奏，2002年（提名）[179]
- 〈My Plague（英语：My Plague）〉 – 最佳金屬樂演奏，2003年（提名）[180]
- 〈Duality（英语：Duality (song)）〉 – 最佳硬搖滾演奏（英语：Best Hard Rock Performance），2005年（提名）[181]
- 〈Vermilion（英语：Vermilion (song)）〉 – 最佳金屬樂演奏，2005年（提名）[181]
- 〈Before I Forget（英语：Before I Forget (song)）〉 – 最佳金屬樂演奏，2006年 （獲獎）[6]
- 〈Psychosocial（英语：Psychosocial (song)）〉 – 最佳金屬樂演奏，2009年（提名）[182]
- 〈The Negative One（英语：The Negative One）〉 – 最佳金屬樂演奏，2014年（提名）[183]
- 〈Custer（英语：Custer (song)）〉 – 最佳金屬樂演奏，2015年（提名）[184]
- 《灰五樂章》 – 最佳搖滾專輯，2015（提名）[185]

## 巡迴演出
| - DotFest（1998） - World Domination Tour（1999 - 2000） - Ozzfest（1999） - Livin la Vida Loco（1999） - Tattoo the Earth（2000） - Iowa World Tour（2001 - 2002） - The Subliminal Verses World Tour（2004 - 2005） | - All Hope Is Gone World Tour（2008 - 2009） - Memorial World Tour（2011 - 2013） - Knotfest（2012 - 現在） - Prepare for Hell Tour（2014 - 2015） - Summer's Last Stand Tour（2015） - North America Fall Tour（2015） - European Tour（2016） - North America Summer Tour（2016） |

## 外部連結
- 官方网站